# Two Dancers
Two Dancers è il secondo album in studio del gruppo musicale britannico Wild Beasts, pubblicato nel 2009.

## Tracce
1. The Fun Powder Plot – 5:35
2. Hooting & Howling – 4:35
3. All the King's Men – 3:59
4. When I'm Sleepy – 2:09
5. We Still Got the Taste Dancin' on Our Tongues – 4:35
6. Two Dancers (i) – 4:06
7. Two Dancers (ii) – 2:37
8. This Is Our Lot – 4:32
9. Underbelly – 1:54
10. Empty Nest – 3:24

## Formazione
- Hayden Thorpe – voce, chitarra, cori, tastiere, basso
- Ben Little – chitarra
- Tom Fleming – voce, basso, cori, tastiere, chitarra
- Chris Talbot – batteria, cori